# Silvestro Mazzolini da Prierio

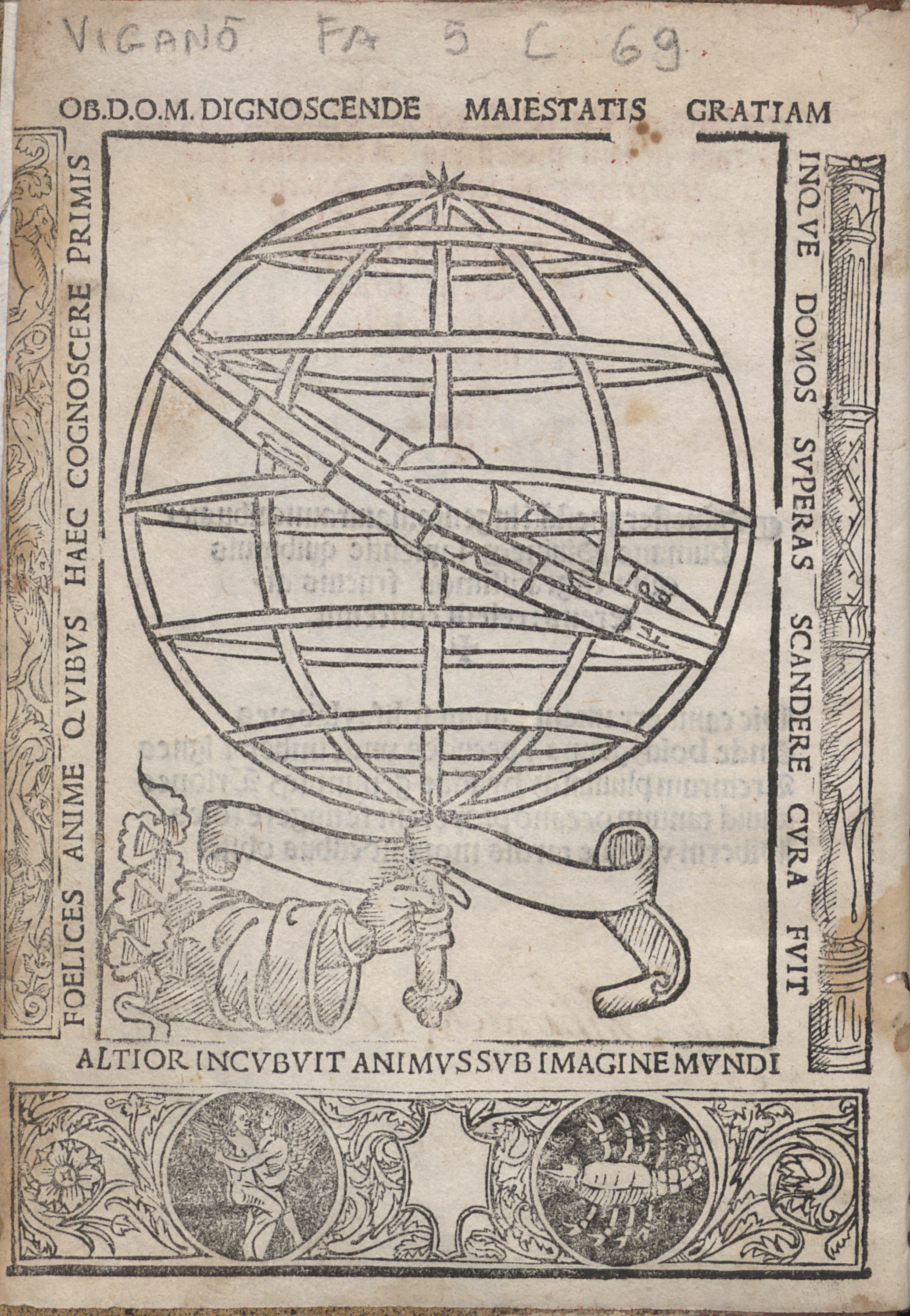
In spheram ac theoricas preclarissima commentaria, 1514

Silvestro Mazzolini da Prierio (in latino Sylvester Prierias; Priero, 1456 o 1457 – Roma, 1523) è stato un teologo italiano.

## Biografia

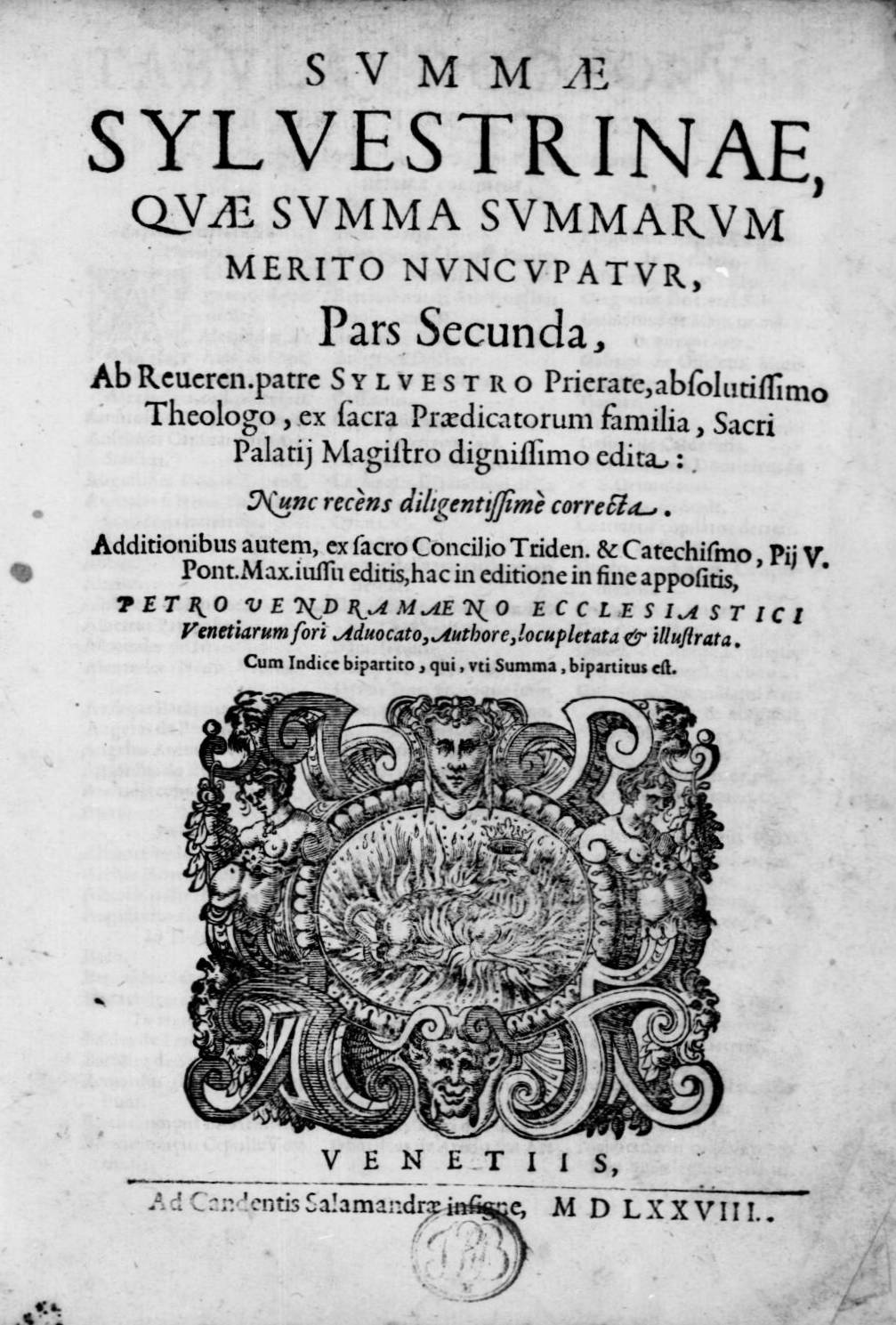
Summa summarum quae Silvestrina dicitur, 1578

Entrò nell'Ordine dei predicatori all'età di quindici anni. Dopo un brillante corso di studi, insegnò teologia a Bologna, Pavia (su invito del senato di Venezia), e a Roma, dove fu invitato dal papa Giulio II nel 1511.
Nel 1515 fu nominato Maestro del Sacro Palazzo, sotto papa Leone X, carica che ricoprì fino alla morte.
Gli scritti del Mazzolini riguardano vari argomenti, dai pianeti ai poteri dei demòni, passando per la storia, l'opera di Tommaso d'Aquino e il primato papale.
Fu probabilmente il primo teologo ad attaccare pubblicamente la dottrina di Martin Lutero, con il quale ebbe una lunga controversia.

## Opere
- Trialogo chiamato Philamore, Padova, Matteo Cerdonis, 1485.
- (LA) Compendium in Iohannem Capreolum cum additionibus, Cremona, Carlo Darlerio, 1497.
- Vita di santa Maria Maddalena, Impressa in lalma et inclita di Bologna, Giovanni Antonio Benedetti, 1500.
- In theoricas planetarum, Venezia, 1513.
- (LA) In spheram ac theoricas preclarissima commentaria, Milano, Gottardo Da Ponte, 1514.
- Summa Summarum, quæ Sylvestrina dicitur, Roma, 1516 (quaranta riedizioni).
  - (LA) Summae Sylvestrinae, II, Venezia, Damiano Zenaro, 1578.
- Epitoma responsionis ad Lutherum, Perugia, 1519.
- De juridica et irrefragabili veritate Romanæ Ecclesiæ Romanique Pontificis, Roma, 1520.
- Errata et argumenta M. Lutheri, Roma, 1520.